# 北之江
北之江，又称青水河，位于中国广西壮族自治区中部，是西江红水河段左岸支流，发源于柳江县土博镇黄甘村西200米，西南流入忻城县境后转东南流，在忻城县安东乡国辉村那朝屯潜入地下，在来宾市兴宾区七洞乡西北地下河出露，东南流至来宾市区城北街道磨东村西南1.5千米处注入红水河。干流长96千米，平均比降2.34‰，流域面积1403平方千米，地下河补给面积382.5平方千米。流域内岩溶广布。